# Friedrich Fangohr

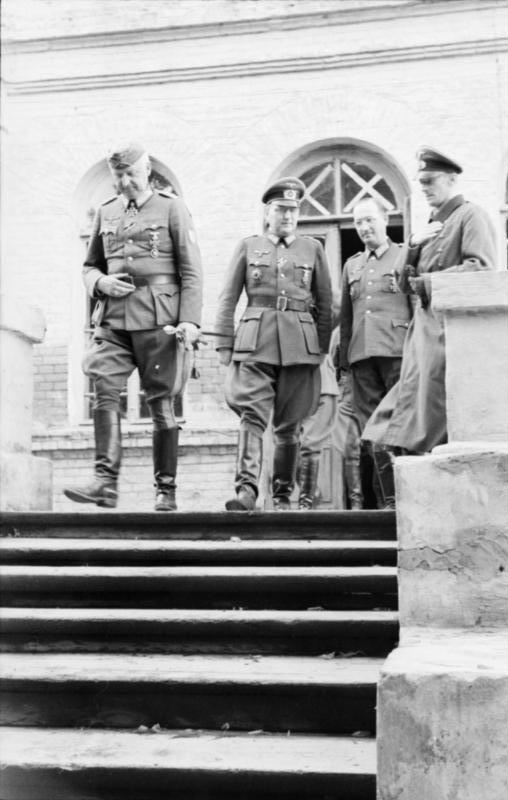
Fangohr (rechts) mit (von links) Erich von Manstein, Theodor Busse und Hans Speidel, Sowjetunion, 21. Juni 1943

Friedrich Fangohr (* 12. August 1899 in Hannover; † 17. April 1956 in München) war ein deutscher General der Infanterie im Zweiten Weltkrieg. Er war von Juli 1942 bis Juni 1944 Chef des Generalstabs der 4. Panzerarmee und zuletzt ab Januar 1945 Kommandierender General des I. Armeekorps.

## Leben
Fangohr trat während des Ersten Weltkriegs am 8. Dezember 1916 als Fahnenjunker in das Infanterie-Regiment „Generalfeldmarschall von Mackensen“ (3. Westpreußisches) Nr. 129 ein. Nachdem er einen Fahnenjunkerkursus in Döberitz erfolgreich absolviert hatte, wurde er am 30. Juli 1917 zum Fähnrich ernannt und am 20. November 1917 schließlich zum Leutnant befördert. Als solcher diente er ab Mitte Januar 1918 im Infanterie-Regiment Nr. 477. Zunächst als Zugführer, dann als Adjutant des I. Bataillons und zuletzt als Ordonnanzoffizier beim Regimentsstab. Für sein Wirken hatte man ihn mit beiden Klassen des Eisernen Kreuzes ausgezeichnet.
Nach Kriegsende und Rückführung in die Heimat schloss Fangohr sich Ende Dezember 1918 als Zugführer in der Freiwilligen-Kompanie dem Freiwilligen-Regiment Haase an und war später noch im Freiwilligen-Bataillon Petri tätig. Am 4. Februar 1920 wurde er in die Vorläufige Reichswehr übernommen und dem Reichswehr-Infanterie-Regiment 108 zugewiesen. Wenige Monate später wurde er in das Infanterie-Regiment 16 versetzt und von dort kam er dann am 12. Dezember 1920 in das Infanterie-Regiment 3. 1925 wurde Fangohr Oberleutnant, 1933 Hauptmann und 1936 Major. Seit Oktober 1937 war Fangohr Erster Generalstabsoffizier (Ia) der 13. (motorisierten) Infanterie-Division.
In dieser Funktion war er an der Annexion des Sudetenlandes 1938 beteiligt, avancierte Anfang April 1939 zum Oberstleutnant und nahm zu Beginn des Zweiten Weltkriegs am Überfall auf Polen teil. Ab Februar 1940 war er Ia des XXXXI. Armeekorps im Westfeldzug und ab dem 15. Februar 1941 Chef des Generalstabs des LVII. Panzerkorps, das zur Panzergruppe 3 unter Generaloberst Hermann Hoth gehörte. Am 1. März 1941 erfolgte seine Beförderung zum Oberst und am 25. März 1943 erhielt er das Deutsche Kreuz in Gold.
Im Juli 1942 wurde er Generalstabschef der 4. Panzerarmee, die bis November 1943 von Hoth befehligt wurde. In dieser Funktion war er am Unternehmen Wintergewitter im Dezember 1942 in Stalingrad, dem Unternehmen Zitadelle im Juli 1943 und der Schlacht am Dnepr und nachfolgenden Rückzugskämpfen beteiligt. Er wurde im Februar 1943 Generalmajor und im Februar 1944 Generalleutnant. Nachdem Fangohr am 9. Juni 1944 das Ritterkreuz des Eisernen Kreuzes erhalten hatte, befand er sich ab Mitte des Monats in der Führerreserve und übernahm am 25. August 1944 das Kommando über die 122. Infanterie-Division bei der Heeresgruppe Nord. Im Januar 1945 übernahm er die Führung des I. Armeekorps, welche er bis zum 22. April 1945 innehatte. In dieser Zeit war er im Kurland-Kessel.
Bei Kriegsende im Mai 1945 war er Chef des Deutschen Verbindungsstabes zum Hauptquartier der alliierten Streitkräfte in Reims, der die Umsetzung der deutschen Kapitulation organisierte (Entwaffnung und Internierung von Wehrmachtangehörigen). Vom 24. Mai 1945 bis 13. März 1948 befand Fangohr sich in Kriegsgefangenschaft bzw. Internierung. Dort und auch nach seiner Entlassung verfasste er als Angehöriger der deutschen Abteilung der kriegsgeschichtlichen Forschungsgruppe der United States Army, der Operational History (German) Section der „Historical Division“, auch Analysen über seine Zeit als Generalstabsoffizier an der Ostfront für die US-Amerikaner. So warnte Fangohr in seiner Studie „Russland als Kampfraum“ (1950/1951), westliche Soldaten würden wegen der „wesentlich niedrigeren Kulturstufe“ der Menschen dort immer auf Probleme stoßen, mit denen zivilisierte Soldaten nicht rechneten. Der russische Soldat besitze aufgrund seiner naiven Naturverbundenheit eine westlichen Soldaten so nicht mögliche Begabung bei der Tarnung und Ausnutzung des Geländes. Er verhalte sich gegenüber „Hitze und Kälte […] ebenso gleichgültig wie gegenüber Hunger und Durst“.